# Érable jaspé de rouge
Pour les articles homonymes, voir Érable jaspé et Érable à peau de serpent.
Sous-espèce
Synonymes
- Acer capillipes

Classification APG III (2009)
L'Érable jaspé de rouge (Acer pensylvanicum subsp. capillipes ou Acer capillipes, du latin « à pétioles filiformes ») est une espèce d'érables découverte en 1867 par Carl Johann Maximowicz (1827-1891) et introduite en Europe en 1892. Elle appartient à la section Macrantha de la classification des érables.

## Aire de répartition
Originaire d'Asie (forêts montagneuses du Japon principalement).

## Écologie
C'est l'une des espèces d'érables les plus vigoureuses, résistantes au froid et qui ne nécessitent quasiment aucun entretien particulier.
Ce type d'arbres apprécie les zones humides, les sols drainés et légers et une exposition ombragée.

## Description
Son écorce striée vert et blanc caractéristique classe Acer capillipes dans la catégorie des érables à peau de serpent.
Les feuilles à pétioles rouges ont trois lobes pointus et peuvent mesurer jusqu'à 15 cm de long sur 10 cm de large. Vertes au printemps, elles passent au rouge orangé en automne. 
L'Érable jaspé de rouge peut être confondu avec l'Érable jaspé de gris (Acer pensylvanicum subsp. rufinerve) mais celui-ci se distingue par ses rameaux pruineux qui lui donnent son teint gris clair.